# Arsínoe III
Arsínoe III (246 aC-204 aC), anomenada Eurídice per Justí, i Cleòpatra per Titus Livi i Arsínoe per Polibi, fou reina d'Egipte. Era filla de Ptolemeu III Evèrgetes I i de Berenice II.
Es va casar amb son germà Ptolemeu IV Filopàtor i va ser la mare de Ptolemeu V Epífanes. Era present a la batalla de Ràfia l'any 217 aC contra Antíoc III, que va ser derrotat
El ministre Sosibi la veia com una rival que volia el poder i cap al final del regnat (204 aC) va influir amb les seves intrigues sobre Ptolemeu que la va fer matar per Filammó. A la mort de Filopàtor les seves amigues la van venjar entrant a casa de Filamó al que van matar junt amb l'esposa i el fill.